# 亨利·德·雷尼埃
亨利-弗朗索瓦-約瑟夫·德·雷尼埃（法語：Henri-François-Joseph de Régnier，法語發音：[ɑ̃ʁi fʁɑ̃swa ʒozɛf də ʁeɲe]；1864年12月28日—1936年5月23日）是法國象徵主義詩人、小說家，作品有『明日』等。

## 著作一覽
- 明日
- 田園和神聖的的遊戲
- 愛的恐懼

等

## 外部連結
- Henri de Régnier的作品  - 古騰堡計劃